# 3. tisućljeće pr. Kr.
◄ | 4. tisućljeće pr. Kr. | 3. tisucljeće pr. Kr. | 2. tisućljeće pr. Kr. | ►
30. stoljeće pr. Kr. | 29. stoljeće pr. Kr. | 28. stoljeće pr. Kr. | 27. stoljeće pr. Kr. | 26. stoljeće pr. Kr. | 25. stoljeće pr. Kr. | 24. stoljeće pr. Kr. | 23. stoljeće pr. Kr. | 22. stoljeće pr. Kr. | 21. stoljeće pr. Kr.
3. tisućljeće pr. Kr. je je razdoblje od 3000. pr. Kr. do 2001. pr. Kr..

## Razdoblja
- 2800. – 2200. pr. Kr.: Cikladska kultura
- U Kini završava Langdžu kultura (početak oko 3300. pr. Kr.), slijedi ju Longšanska kultura (oko 3000. – 2000. pr. Kr.)
- oko 2070. pr. Kr.: Početak Dinastije Sjia (kraj oko 1600. pr. Kr.)
- oko 2640. – 2160. pr. Kr.: Stara država u Egiptu (3. do 6. dinastija)
- oko 2040. pr. Kr.: Početak Srednje države u Egiptu ujedinjenjem države od strane Mentuhotepa I.
- 2900. – 2330. pr. Kr.: Ranosumerske dinastije
- 2800. – 1800. pr. Kr.: Procvat Civilizacija Doline Inda

## Glavni događaji i razvoji
- Početci uzgoja badema: prvo je bilo na Bliskom Istoku.
- Osniva se grad Caral u Peruu kao najstariji grad u Americi (27. stoljeće pr. Kr.).
- Podizanje 40 m visokog Silbury Hilla, Engleska, najveća uzvisina podignuta ljudskom rukom u predindustrijskom razdoblju u Europi (26. stoljeće pr. Kr.).
- Pojavljuje se kraljevstvo Elam u današnjem Iraku.
- Procvat Ura u Mezopotamiji (2474. – 2398. pr. Kr.).
- Prve babilonske dinastije, postaju značajne tek oko 2000. pr. Kr.
- Oko 2500. pr. Kr.: Prvo naseljavanje Grenlanda.
- Sredinom tisućljeća Protomalajci, dolazeći s područja južne Kine, naseljavaju Malajski poluotok i Borneo.
- Indoeuropljani naseljavaju Grčku (23. stoljeće pr. Kr.) .
- Razvija se kultura pokala.
- Prva egipćanska putovanja brodovima.

## Važnije osobe
- Ur nina, legendarni kralj Lagaša (29. stoljeće pr. Kr.)
- Gilgameš, kralj Uruka (nije nedvosmisleno dokazano njegovo stvarno postojanje)
- Imhotep, egipatski bilježnik i arhitekt, oko 2650. pr. Kr.
- Meskalamdug, kralj Ura oko 2600. pr. Kr.
- Urukagina bio je oko 2350. pr. Kr. kralj Lagaša, veliki reformator, prve pločice sa zakonima (24. stoljeće pr. Kr.)
- Lugalzagesi, kralj Uruka, osvaja Lagaš (2371. – 2347. pr. Kr.)
- Sargon Akađanin, osnivač kraljevstava Akad i Sumer (2371. – 2316. pr. Kr.)
- Faraon Džoser (stepenasta piramida u Sakari) prvo oblikovanje kraljevske grobnice u obliku piramide, graditelj Imhotep
- Faraon Keops
- Faraon Kefren
- Faraon Mikerin
- Faraon Mentuhotep II. (2061. – 2010. pr. Kr., datiranje nesigurno, možda je vladao i u 2. tisućljeću pr. Kr.), osnivač Srednje države, novog faraonskog sjedišta u Tebi s glavnim hramom u Karnaku

## Izumi i otkrića
- U Mezopotamiji se pojavljuje mjeriteljstvo i abak (pomoćno sredstvo za računanje)
- Domesticiraju se konji
- Gradnja velikih piramida u Gizi (26. stoljeće pr. Kr.)
- Faraon Kefren gradi monumentalnu sfingu u Gizi
- Prvi zigurat u Sumeru
- Dolazeći iz Kine, širi se uzgoj riže na navodnjavanim poljima u Jugoistočnoj Aziji

## Vanjske poveznice
|  | Zajednički poslužitelj ima još gradiva o temi 3. tisućljeće pr. Kr. |